# Podnoszenie ciężarów na Letnich Igrzyskach Olimpijskich 1904
Rezultaty zawodów w podnoszeniu ciężarów, rozegranych podczas Letnich Igrzysk Olimpijskich 1904 w Saint Louis. W finale startowało 5 atletów z 3 państw. Zawody odbyły się w dniach 1 – 3 września 1904 roku na stadionie Francis Field.

## Rezultaty
| Konkurencja          | Złoto            | Srebro            | Brąz         |
| wielobój (szczegóły) | Oscar Osthoff    | Frederick Winters | Frank Kugler |
| oburącz (szczegóły)  | Periklis Kakusis | Oscar Osthoff     | Frank Kugler |

## Tabela medalowa
| Poz. | Państwo              | złoto | srebro | brąz |   |
| 1    | Stany Zjednoczone    | 1     | 2      | 0    | 3 |
| 2    | Grecja               | 1     | 0      | 0    | 1 |
| 3    | Cesarstwo Niemieckie | 0     | 0      | 2    | 2 |

## Galeria

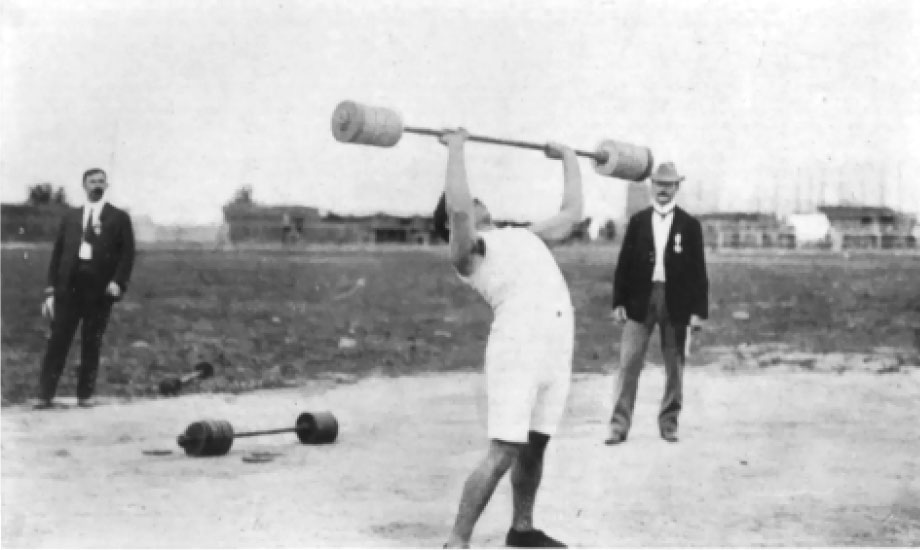
Periklis Kakusis podczas zawodów.
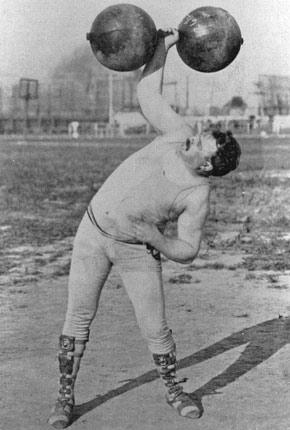
Frederick Winters podczas podnoszenia ciężarów w konkurencji wieloboju.
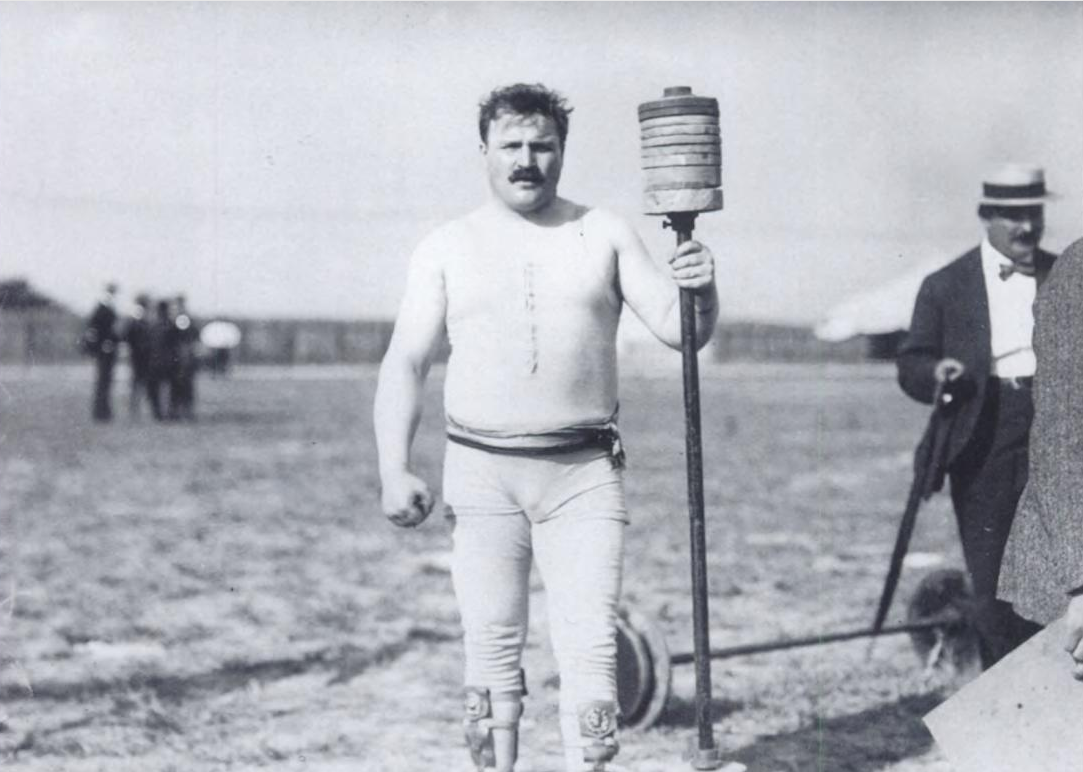
Frederick Winters pozujący do zdjęcia podczas zawodów.